# Station Llansamlet
Llansamlet is een spoorwegstation van National Rail in Swansea in Wales. Het station is eigendom van Network Rail en wordt beheerd door Transport for Wales. 